# Gare de La Membrolle-sur-Choisille
Gare de La Membrolle-sur-Choisille vasútállomás Franciaországban, Saint-Cyr-sur-Loire településen.

## Vasútvonalak
Az állomást az alábbi vasútvonalak érintik:
- Tours–Le Mans-vasútvonal
- Párizs-Tours-vasútvonal

## Kapcsolódó állomások
A vasútállomáshoz az alábbi állomások vannak a legközelebb:
- Gare de Saint-Antoine-du-Rocher (Gare du Mans, Tours–Le Mans-vasútvonal)
- Gare de Tours (Gare de Tours, Tours–Le Mans-vasútvonal)
- Gare de Notre-Dame-d'Oé (Gare de Brétigny, Párizs-Tours-vasútvonal)
- Gare de Saint-Pierre-des-Corps